# Trifoszfor-pentanitrid
A trifoszfor-pentanitrid szervetlen vegyület, képlete P3N5. Mivel csak foszfor és nitrogén van benne, biner nitrid. Bár egyes célokra vizsgálták használatát, az iparban nem használatos jelentősen. Fehér szilárd anyag, de a minták szennyeződés miatt más színűnek jelennek meg.

## Szintézis
A trifoszfor-pentanitrid bizonyos foszforvegyületekből és nitrogéntartalmú anionokból előállíthatók:
{\displaystyle {\ce {3 PCl5 +5 NH3 ->P3N5 +15 HCl}}}
{\displaystyle {\ce {3 PCl5 +15 NaN3 ->P3N5 +15 NaCl +20 N2}}}
A reakcióról feltételezik, hogy hasonló anyagot ad. Hasonló módszerrel állítják elő a bór-nitridet (BN) és a szilícium-nitridet (Si3N4), azonban a termékek általában szennyezettek és amorfak.
Kristályos mintákat állítottak elő ammónium-klorid és hexaklórciklotrifoszfazén vagy foszfor-pentaklorid reakciójával.
{\displaystyle {\ce {(NPCl2)3 +2 NH4Cl ->P3N5 +8 HCl}}}
{\displaystyle {\ce {3 PCl5 +5 NH4Cl ->P3N5 +20 HCl}}}
A P3N5-et előállították 20-25 °C-on is foszfor-triklorid és nátrium-amid reakciójával.
{\displaystyle {\ce {3 PCl3 + 5 NaNH2 -> P3N5 + 5 NaCl + 4 HCl + 3 H2}}}

## Reakciók
A P3N5 kevésbé stabil a BN-nél vagy a Si3N4-nél, 850 °C felett elemeire bomlik:
{\displaystyle {\ce {P3N5 ->3 PN+N2}}}
{\displaystyle {\ce {4 PN ->P4 +2 N2}}}
Ellenáll a gyenge savaknak és bázisoknak, és oldhatatlan vízben, magasabb hőmérsékleten azonban hidrolizál (NH4)2HPO4-tá és NH4H2PO4-tá.
A trifoszfor-pentanitrid reagál lítium- és kalcium-nitriddel a megfelelő PN7−4- és PN4−3-vegyületeket képezve. Heterogén ammonolízisei imideket adnak, például HPN2-t és HP4N7-et. E vegyületeket lehetséges szilárd elektrolitként és pigmentként írták le.

## Szerkezet és tulajdonságok
A trifoszfor-pentanitrid néhány polimorfja ismert. Az α‑P3N5 11 GPa-nál kisebb nyomáson van jelen, efelett γ‑P3N5-dé válik. Ez 2000 K felett 67-70 GPa nyomáson δ-P3N5-dé válik. Ez nyomáscsökkenésre nem γ‑ vagy α‑P3N5-dé alakul, hanem α′‑P3N5-dé.
| Változat | Sűrűség (g/cm3) |
| -------- | --------------- |
| α‑P3N5   | 2,77            |
| α′‑P3N5  | 3,11            |
| γ‑P3N5   | 3,65            |
| δ‑P3N5   | 5,27 (72 GPa)   |

A trifoszfor-pentanitrid-változatok szerkezetét egykristály-röntgendiffrakcióval határozták meg. Az α‑ és az α′‑P3N5 PN4 tetraéderekből áll 2 és 3 koordinációs számú nitridekkel, a γ-P3N5 PN4 és PN5 poliéderekből áll, a δ-P3N5 közös csúccsal, illetve éllel rendelkező PN6 oktaéderekből áll. A δ-P3N5 a legkevésbé összenyomható trifoszfor-pentanitrid, kompressziós modulusa 313 GPa.

## Lehetséges alkalmazások
A trifoszfor-pentanitridnek nincs köznapi használata, azonban getteranyagként használatos lámpákban, az 1960-as évek végén felváltva a vörösfoszfor-tartalmú keverékeket. A szálak P3N5-szuszpenzióba kerülnek lámpába zárás előtt. Ezután a pumpán a lámpát megvilágítják, így a vegyület elemeire bomlik. Ennek nagy részét eltávolítják, de elég P4-gőz marad a lámpában maradt oxigénnel való reakcióhoz. Ha a P4 gőznyomása elég kicsi, vagy töltőgáz kerül be zárás előtt, vagy ha a vákuum a kívánatos, a lámpát ekkor zárják le. A P3N5 magas bomlási hőmérséklete lehetővé teszi a zárógépek gyorsabb és nagyobb hőmérsékletű működését, mint vörösfoszfornál lehetséges.
A hasonló halogéntartalmú polimerek, például a brómfoszfonitril-trimer ((PNBr2)3, olvadáspontja 192 °C) és -tetramer ((PNBr2)4, olvadáspontja 202 °C) is lámpagetterek volfrám-halogén lámpákban, ahol getterként és precíz halogénadagolásban is működnek.
A trifoszfor-pentanitridet félvezetőként is vizsgálták, különösen fém-szigetelő-félvezető eszközök kapuszigetelőjeként.
A pirotechnikában bizonyos előnyei vannak a gyakran használt vörösfoszforhoz képest, nagyrészt nagyobb stabilitása miatt. A vörösfoszfortól eltérően a P3N5 biztonságosan keverhető erős oxidálószerekkel, még kálium-kloráttal is. Bár e keverékek akár 200-szor gyorsabban is éghetnek a vörösfoszforos keverékeknél, jobban ellenállnak az ütésnek és a súrlódásnak. Ezenkívül sokkal ellenállóbb a hidrolízisnek a vörösfoszfornál, így keverékei hosszabban tárolhatók.
Szabadalmak is készültek a trifoszfor-pentanitrid tűzoltásra való használatáról.

## Fordítás
Ez a szócikk részben vagy egészben  a   Triphosphorus pentanitride című angol Wikipédia-szócikk ezen változatának fordításán alapul.  Az eredeti cikk szerkesztőit annak laptörténete sorolja fel. Ez a jelzés csupán a megfogalmazás eredetét és a szerzői jogokat jelzi, nem szolgál a cikkben szereplő információk forrásmegjelöléseként.